# Riol
Riol település Németországban, Rajna-vidék-Pfalz tartományban. Lakosainak száma 1313 fő (2023. december 31.).

## Népesség
A település népességének változása:
| Lakosok száma | 763  | 1249 | 1256 | 1266 | 1277 | 1313 |
|               | 1975 | 2017 | 2019 | 2021 | 2022 | 2023 |